# Let Me Go (015B)
Let Me Go는 대한민국의 그룹 015B의 2012년 발매한 싱글이다. 정석원, 장호일, 류다희가 참여했다.

## 곡 목록
1. Let Me Go (feat.류다희) – 3:34
2. Let Me Go (Inst.) – 3:34

## 같이 보기
- 015B 디스코그래피